# Stéphane Messi
Pour les articles homonymes, voir Messi (homonymie).
Stéphane Messi, né le 27 novembre 1972 à Agen, est un pongiste handisport français.
Il est sacré champion paralympique individuel en 2004, médaillé d'argent paralympique par équipe 2000, médaillé de bronze paralympique individuel en 2000 et médaillé de bronze par équipe en 2008. Il est vice-champion du monde individuel en 2002, champion d'Europe individuel en 1995, champion d'Europe par équipe en 1999 et 2001, vice-champion d'Europe individuel en 2001 et vice-champion d'Europe par équipes en 1998. Il est 15 fois champion de France en individuel.
Il est nommé chevalier de la Légion d'Honneur le 22 octobre 2004. Il est également officier de l'ordre national du Mérite.